# Мемориал Ондрея Непелы
Мемориал Ондрея Непелы (словац. Memoriál Ondreja Nepelu) — открытый международный турнир по фигурному катанию, ежегодно проводимый в Словакии. 
Спортсмены соревнуются в категориях: мужское и женское одиночное катание, парное катание и танцы на льду. Соревнования среди спортивных и танцевальных пар проводятся не каждый год.
В конце весны 2020 года Федерация фигурного катания Словакии приняла решение не проводить в текущем году Мемориал, это было вызвано пандемией коронавируса.

## История турнира
Турнир назван в честь Олимпийского чемпиона 1972 года Ондрея Непелы. Регулярно проходит с 1993 года в Братиславе (в 2009 году соревнования прошли в курортном городе Пьештяни).
С 2014 года турнир входит в серию «Челленджер» (CS).

## Медалисты

### Мужчины
| Медалисты в мужском одиночном катании | Медалисты в мужском одиночном катании  | Медалисты в мужском одиночном катании  | Медалисты в мужском одиночном катании  |
| ------------------------------------- | -------------------------------------- | -------------------------------------- | -------------------------------------- |
| Год                                   | Золото                                 | Серебро                                | Бронза                                 |
| 1993                                  | Михаил Шмеркин                         |                                        |                                        |
| 1994                                  | Жолт Керекеш                           |                                        |                                        |
| 1995                                  | Станик Жаннетт                         |                                        |                                        |
| 1996                                  | Роман Серов                            | Энтони Лю                              | Мэтью Кессингер                        |
| 1997                                  | Энтони Лю                              | Алексей Козлов                         | Патрик Шмит                            |
| 1998                                  | Лоран Тобель                           | Джейсон Деномме                        | Евгений Плюта                          |
| 1999                                  | Тьерри Серез                           | Станик Жаннетт                         | Фредерик Дамбьер                       |
| 2000                                  | Венсан Рестанкур                       | Дмитрий Дмитренко                      | Сильвио Смалун                         |
| 2001                                  | Станислав Тимченко                     | Роберт Казимир                         | Виталий Данильченко                    |
| 2002                                  | Стефан Ламбьель                        | Штефан Линдеманн                       | Грегор Урбас                           |
| 2003                                  | Найдён Боричев                         | Штефан Линдеманн                       | Карел Зеленка                          |
| 2004                                  | Штефан Линдеманн                       | Кевин ван дер Перрен                   | Тристан Казинс                         |
| 2005                                  | Скотт Смит                             | Кевин ван дер Перрен                   | Томаш Вернер                           |
| 2006                                  | Грегор Урбас                           | Джордан Миллер                         | Игорь Маципура                         |
| 2007                                  | Кевин ван дер Перрен                   | Николас ЛяРош                          | Грегор Урбас                           |
| 2008                                  | Кэнсукэ Наканива                       | Паоло Баккини                          | Джамал Отман                           |
| 2009                                  | Кэнсукэ Наканива                       | Виктор Пфайфер                         | Джамал Отман                           |
| 2010                                  | Акио Сасаки                            | Ким Люсин                              | Антон Ковалевский                      |
| 2011                                  | Дайсукэ Мураками                       | Кевин ван дер Перрен                   | Самуэль Контести                       |
| 2012                                  | Тацуки Матида                          | Дайсукэ Мураками                       | Томаш Вернер                           |
| 2013                                  | Томаш Вернер                           | Такахито Мура                          | Петер Либерс                           |
| 2014 CS                               | Стефан Кэрриэр                         | Ким Чжин Со                            | Гордей Горшков                         |
| 2015 CS                               | Джейсон Браун                          | Михаил Коляда                          | Гордей Горшков                         |
| 2016 CS                               | Сергей Воронов                         | Кевин Рейнольдс                        | Роман Савосин                          |
| 2017 CS                               | Михаил Коляда                          | Сергей Воронов                         | Брендан Керри                          |
| 2018 CS                               | Михаил Коляда                          | Сергей Воронов                         | Кэйдзи Танака                          |
| 2019 CS                               | Дмитрий Алиев                          | Маттео Риццо                           | Денис Васильев                         |
| 2020                                  | Турнир отменён из-за пандемии COVID-19 | Турнир отменён из-за пандемии COVID-19 | Турнир отменён из-за пандемии COVID-19 |
| 2021                                  | Турнир отменён из-за пандемии COVID-19 | Турнир отменён из-за пандемии COVID-19 | Турнир отменён из-за пандемии COVID-19 |
| 2022 CS                               | Габриеле Франджипани                   | Чха Джунхван                           | Денис Васильев                         |
| 2023 CS                               | Габриеле Франджипани                   | Ника Эгадзе                            | Марк Городницкий                       |
| 2024 CS                               | Даниэль Грассль                        | Николай Мемола                         | Кори Сирселли                          |

### Женщины
| Медалисты в женском одиночном катании | Медалисты в женском одиночном катании  | Медалисты в женском одиночном катании  | Медалисты в женском одиночном катании  |
| ------------------------------------- | -------------------------------------- | -------------------------------------- | -------------------------------------- |
| Год                                   | Золото                                 | Серебро                                | Бронза                                 |
| 1993                                  | Мойца Копач                            |                                        |                                        |
| 1994                                  | Ирена Земанова                         |                                        |                                        |
| 1995                                  | Кристина Цако                          |                                        |                                        |
| 1996                                  | Светлана Букарева                      | Цветелина Абрашева                     | Энджела Никодинов                      |
| 1997                                  | Сабина Войтала                         | Мойца Копач                            | Татьяна Плюшева                        |
| 1998                                  | Зузана Паурова                         | Мойца Копач                            | Кристина Ридель                        |
| 1999                                  | Зузана Паурова                         | Сабина Войтала                         | Нина Закерер                           |
| 2000                                  | Галина Маняченко                       | Амбер Корвин                           | Сабина Войтала                         |
| 2001                                  | Юлия Шебештьен                         | Юлия Лаутова                           | Мойца Копач                            |
| 2002                                  | Каролина Костнер                       | Сара Мейер                             | Юлия Шебештьен                         |
| 2003                                  | Галина Маняченко                       | Юлия Шебештьен                         | Юлия Лаутова                           |
| 2004                                  | Виктория Павук                         | Дженна Маккоркел                       | Зузана Бабьякова                       |
| 2005                                  | Юлия Шебештьен                         | Алисса Чизни                           | Амбер Корвин                           |
| 2006                                  | Мэган Уильямс-Стюарт                   | Юлия Шебештьен                         | Ивана Рейтмаерова                      |
| 2007                                  | Юлия Шебештьен                         | Мишель Боулос                          | Дженна Маккоркел                       |
| 2008                                  | Ивана Рейтмаерова                      | Туба Карадемир                         | Сара Хеккен                            |
| 2009                                  | Митсуми Такаяма                        | Кирстин Франк                          | Изабель Пьеман                         |
| 2010                                  | Харука Имаи                            | Валентина Маркеи                       | Патриция Глешчич                       |
| 2011                                  | Маэ Беренис Мейте                      | Сёко Исикава                           | Лена Марокко                           |
| 2012                                  | Дженна Маккоркелл                      | Моника Симанчикова                     | Элишка Бржезинова                      |
| 2013                                  | Харука Имаи                            | Николь Госвияни                        | Кристина Гао                           |
| 2014 CS                               | Роберта Родегьеро                      | Йоши Хельгессон                        | Эшли Кейн                              |
| 2015 CS                               | Евгения Медведева                      | Анна Погорилая                         | Мария Артемьева                        |
| 2016 CS                               | Мария Сотскова                         | Юлия Липницкая                         | Мэрайя Белл                            |
| 2017 CS                               | Евгения Медведева                      | Рика Хонго                             | Елена Радионова                        |
| 2018 CS                               | Рика Кихира                            | Элизабет Турсынбаева                   | Станислава Константиновa               |
| 2019 CS                               | Александра Трусова                     | Каори Сакамото                         | Ким Ханыль                             |
| 2020                                  | Турнир отменён из-за пандемии COVID-19 | Турнир отменён из-за пандемии COVID-19 | Турнир отменён из-за пандемии COVID-19 |
| 2021                                  | Турнир отменён из-за пандемии COVID-19 | Турнир отменён из-за пандемии COVID-19 | Турнир отменён из-за пандемии COVID-19 |
| 2022 CS                               | Изабо Левито                           | Лара Наки Гутманн                      | Ли Хэин                                |
| 2023 CS                               | Ким Чхэён                              | Ли Хэин                                | Мадлен Скизас                          |
| 2024 CS                               | Юн Асон                                | Мария Сенюк                            | Лара Наки Гутманн                      |

### Парное катание
| Медалисты в парном катании | Медалисты в парном катании              | Медалисты в парном катании             | Медалисты в парном катании             |
| -------------------------- | --------------------------------------- | -------------------------------------- | -------------------------------------- |
| Год                        | Золото                                  | Серебро                                | Бронза                                 |
| 1996                       | Виктория Максюта / Владислав Жовнирский | Наоми Грабоу / Бенжимин Оберман        | Вероника Йоукалова / Отто Длабола      |
| 1997                       | Дорота Загурская / Мариуш Сюдек         | Катержина Беранкова / Отто Длабола     | Мария Красильцева / Александр Честних  |
| 1998                       | Катержина Беранкова / Отто Длабола      | Ольга Бестандигова / Йозеф Бестандиг   | Катерина Данко / Геннадий Емельяненко  |
| 1999                       | Виктория Максюта / Виталий Дубина       | Ольга Бестандигова / Йозеф Бестандиг   | других участников не было              |
| 2000                       | Дорота Загурская / Мариуш Сюдек         | Диана Рискова / Владимир Футас         | Джессика Миллер / Джеффири Уейсс       |
| 2001                       | Ольга Бестандигова / Йозеф Бестандиг    | Микела Кобизи / Рубен Де Пра           | Михаэла Крутска / Марек Седлмаер       |
| 2002                       | Мария Герасименко / Владимир Футас      | Андреа Варгова / Марек Седлмаер        | других участников не было              |
| 2004                       | Алёна Савченко / Робин Шолковы          | Мелиза Брозових / Владимир Футас       | других участников не было              |
| 2007                       | Милен Бродер / Джон Маттаталл           | Беки Косфорд / Бриан Шалес             | других участников не было              |
| 2009                       | Майлин Хауш / Даниэль Венде             | Екатерина Шереметьева / Егор Чудин     | Джессика Гриншоу / Чад Цагрис          |
| 2011                       | Татьяна Волосожар / Максим Траньков     | Стефания Бертон / Ондржей Готарек      | Любовь Илюшечкина / Нодари Маисурадзе  |
| 2012                       | Анастасия Мартюшева / Алексей Рогонов   | Стефания Бертон / Ондржей Готарек      | Николь Делла Моника / Маттео Гуаризе   |
| 2013                       | Гретхен Донлан / Эндрю Сперофф          | Анастасия Мартюшева / Алексей Рогонов  | Алекса Шимека / Крис Книрим            |
| 2015 CS                    | Ксения Столбова / Фёдор Климов          | Кристина Астахова / Алексей Рогонов    | Евгения Тарасова / Владимир Морозов    |
| 2016 CS                    | Евгения Тарасова / Владимир Морозов     | Юко Кавагути / Александр Смирнов       | Наталья Забияко / Александр Энберт     |
| 2017 CS                    | Наталья Забияко / Александр Энберт      | Кристина Астахова / Алексей Рогонов    | Алиса Ефимова / Александр Коровин      |
| 2018                       | Эшли Кейн / Тимоти ЛеДюк                | Дианна Стеллато / Натан Бартоломай     | Лина Кудрявцева / Илья Спиридонов      |
| 2020                       | Турнир отменён из-за пандемии COVID-19  | Турнир отменён из-за пандемии COVID-19 | Турнир отменён из-за пандемии COVID-19 |
| 2021                       | Турнир отменён из-за пандемии COVID-19  | Турнир отменён из-за пандемии COVID-19 | Турнир отменён из-за пандемии COVID-19 |

### Танцы на льду
| Медалисты в танцах на льду | Медалисты в танцах на льду             | Медалисты в танцах на льду             | Медалисты в танцах на льду             | Медалисты в танцах на льду |
| -------------------------- | -------------------------------------- | -------------------------------------- | -------------------------------------- | -------------------------- |
| Год                        | Золото                                 | Серебро                                | Бронза                                 |                            |
| 1993                       | Марина Анисина / Гвендаль Пейзера      |                                        |                                        |                            |
| 1994                       | Линн Бёртон / Дункан Ленард            |                                        |                                        |                            |
| 1995                       | Марианн Агеноэр / Ромен Агеноэр        |                                        |                                        |                            |
| 1996                       | Корнелия Барань / Андраш Рожник        |                                        |                                        |                            |
| 1997                       | Агата Блажовска / Марцин Козюбек       | Зузана Мерзова / Томаш Морбакер        | Ангелика Фюринг / Бруно Эллингер       |                            |
| 1998                       | Зузана Мерзова / Томаш Морбакер        | Зузана Дурковская / Марьян Месарош     | других участников не было              |                            |
| 1999                       | Агата Блажовска / Марцин Козюбек       | Катержина Ковалова / Давид Сзурман     | Надин Лёсот / Эмманюэль Юэ             |                            |
| 2000                       | Вероник Делобель / Оливье Шапюи        | Памела О’Коннор / Джонатан О'Догерти   | Марта Паолетти / Алессандро Итальяно   |                            |
| 2001                       | Юлия Головина / Олег Войко             | Вероника Моравкова / Иржи Прохазка     | Каролин Трюон / Сильвен Лоншамбон      |                            |
| 2002                       | Юлия Головина / Олег Войко             | Вероника Моравкова / Иржи Прохазка     | Памела О’Коннор / Джонатан О'Догерти   |                            |
| 2004                       | Анна Задорожнюк / Сергей Вербилло      | Филлипа Таулер-Грин / Филипп Пул       | Ивана Длхополчекова / Гинек Билек      |                            |
| 2005                       | Алла Бекназарова / Владимир Зуев       | Ольга Акимова / Александр Шакалов      | Камила Гайкова / Давид Винцоур         |                            |
| 2007                       | Изабель Делобель / Оливье Шонфельдер   | Барбора Сильна / Дмитрий Мацук         | Анастасия Гребёнкина / Вазген Азроян   |                            |
| 2008                       | Нелли Жиганшина / Александер Гажи      | Каролина Херманн / Даниель Херманн     | Наталья Михайлова / Аркадий Сергеев    |                            |
| 2009                       | Нора Хоффманн / Максим Завозин         | Кристина Байер / Вилльям Байер         | Камила Гайкова / Давид Винцоур         |                            |
| 2010                       | Нора Хоффманн / Максим Завозин         | Люция Мысливечкова / Матей Новак       | Нелли Жиганшина / Александер Гажи      |                            |
| 2011                       | Нелли Жиганшина / Александер Гажи      | Лоренца Алессандрини / Симоне Ватури   | Юлия Злобина / Алексей Ситников        |                            |
| 2012                       | Кейтлин Уивер / Эндрю Поже             | Лоренца Алессандрини / Симоне Ватури   | Шарлотт Эйкен / Джошуа Видбурн         |                            |
| 2013                       | Пенни Кумс / Николас Бакленд           | Шарлен Гиньяр / Марко Фаббри           | Таня Колбе / Стефано Карузо            |                            |
| 2014 CS                    | Майя Шибутани / Алекс Шибутани         | Шарлен Гиньяр / Марко Фаббри           | Федерика Теста / Лукаш Цоллей          |                            |
| 2015 CS                    | Пайпер Гиллес / Поль Пуарье            | Пенни Кумс / Николас Бакленд           | Майя Шибутани / Алекс Шибутани         |                            |
| 2016 CS                    | Екатерина Боброва / Дмитрий Соловьёв   | Мэдисон Чок / Эван Бейтс               | Тиффани Загорски / Джонатан Гурейро    |                            |
| 2017 CS                    | Екатерина Боброва / Дмитрий Соловьёв   | Рэйчел Парсонс / Майкл Парсонс         | Бетина Попова / Сергей Мозгов          |                            |
| 2018 CS                    | Виктория Синицина / Никита Кацалапов   | Лоррейн Макнамара / Куинн Карпентер    | Бетина Попова / Сергей Мозгов          |                            |
| 2019 CS                    | Виктория Синицина / Никита Кацалапов   | Сара Уртадо / Кирилл Халявин           | Лоррейн Макнамара / Куинн Карпентер    |                            |
| 2020                       | Турнир отменён из-за пандемии COVID-19 | Турнир отменён из-за пандемии COVID-19 | Турнир отменён из-за пандемии COVID-19 |                            |
| 2021                       | Турнир отменён из-за пандемии COVID-19 | Турнир отменён из-за пандемии COVID-19 | Турнир отменён из-за пандемии COVID-19 |                            |
| 2022 CS                    | Маржори Лажуа / Закари Лага            | Эва Пейт / Логан Бай                   | Мари Дюпайяж / Тома Набе               |                            |
| 2023 CS                    | Лайла Фир / Льюис Гибсон               | Диана Дэвис / Глеб Смолкин             | Натали Ташлерова / Филип Ташлер        |                            |
| 2024 CS                    | Лайла Фир / Льюис Гибсон               | Диана Дэвис / Глеб Смолкин             | Оливия Смарт / Тим Дик                 |                            |